# Undercovers (serie de TV)
Undercovers es una serie de televisión de espías de acción estadounidense creada por JJ Abrams y Josh Reims que se emitió por NBC del 22 de septiembre al 29 de diciembre de 2010. Fueron productores ejecutivos del piloto junto con el colaborador frecuente de Abrams, Bryan Burk.
Debido a las bajas calificaciones, el programa fue cancelado el 4 de noviembre de 2010. [1] [2] Dos episodios no se emitieron en los Estados Unidos, pero se emitieron en Australia el 2 y 9 de enero de 2012. [3]

## Premisa
Cinco años después de dejar la CIA para abrir una empresa de catering, Steven y Samantha Bloom son reclutados de nuevo por Carlton Shaw. Asumen misiones especiales que el agente promedio no puede manejar. Habiendo hecho un pacto para nunca discutir su pasado entre ellos, los Blooms encuentran cosas nuevas y sorprendentes sobre su cónyuge en el curso de cada misión. Son ayudados por Leo Nash, un importante agente que una vez fue el novio de Samantha, y el experto en informática Bill Hoyt, que adora a Steven. Lizzy es la hermana de Samantha, una alcohólica en recuperación que ayuda a administrar el negocio de catering y no sabe lo que realmente están haciendo los Blooms. Los Blooms no saben que Shaw tiene una agenda secreta para reactivarlos.

## Producción
El 3 de mayo de 2010, NBC ordenó oficialmente a Undercovers la serie para un estreno de otoño, los miércoles a las 8 / 7c. [4] [5] Undercovers se estrenó el miércoles 22 de septiembre, [6] convirtiéndola en la segunda serie de espías producida por el productor ejecutivo de Alias , Abrams.
Abrams dirigió el piloto de Undercovers ; [7] era la primera vez que dirigía un piloto desde el estreno de Lost en 2004 y el primer episodio de televisión que ha dirigido desde un episodio de 2007 de The Office. Abrams dijo sobre el programa: "Este programa también tiene historias en curso, pero están mucho más basadas en personajes y personajes. Pero estoy tratando de hacer un programa que tenga una energía más divertida y un poco más [de comedia] ... . " [8]Y sobre su decisión de dirigir el piloto, Abrams explicó que "simplemente disfruté la idea. Disfruto del guión ... disfruté de la química de estas dos personas y quedó claro que estábamos trabajando en él, en lugar de estar sentados. el set todos los días con alguien más dirigiéndolo, siendo molesto, prefiero simplemente tomar la carga sobre mí ". [8]
El programa ha sido descrito como una "aventura independiente cada semana" y un "Hart to Hart modernizado", [9] [10] aunque Abrams anunció justo antes de su cancelación que el programa comenzaría una historia serializada sobre las verdaderas razones. para la reactivación de los Blooms. [11]
El 4 de noviembre de 2010, después de semanas de baja audiencia y audiencia, NBC canceló la serie. [12] [13] Los últimos tres episodios del programa se emitieron en diciembre de 2010. Dos episodios siguen sin emitirse, pero NBC no tiene planes de emitirlos en el futuro inmediato. Warner Home Video aún no ha anunciado si la serie completa se lanzará en DVD y/o Blu-ray. A diciembre de 2020, los 13 episodios están actualmente disponibles para ver gratis con anuncios en el servicio de transmisión Tubi .
En mayo de 2011, los 13 episodios de la primera temporada se estrenaron en el Reino Unido en Virgin Media como un programa On Demand de WarnerTV. [14]
En una entrevista, Abrams habló sobre el fracaso del programa: "Tengo que decir que siento que fue desafortunado. Por supuesto, me culpo por completo de todo el asunto. La presunción del programa fue hacer mucho Un programa más frívolo y divertido, pero en última instancia, creo que fue demasiado frívolo y demasiado simple, y no fuimos lo suficientemente profundo. Estábamos tratando desesperadamente de mantenernos alejados de la mitología, la complejidad y la intensidad y una narración demasiado seria y oscura. y, en última instancia, eso no es necesariamente lo que mejor hago. Creo que el público sintió que faltaba un poco. Lo veo y me responsabilizo por completo de su falla.
En retrospectiva, Undercovers terminó empleando un notable personal de redacción, muchos de los cuales se han convertido en exitosos escritores principales y Showrunners de otros programas (Karin Gist, Showrunner de Star y Mixed-ish; Anthony Sparks, Showrunner de Ava DuVernay creó Queen Sugar, Elwood Reid, showrunner de The Bridge, y Phil Klemmer, showrunner de Legends of Tomorrow. [15]

## Elenco
- Gugu Mbatha-Raw como Samantha Bloom
- Boris Kodjoe como Steven Bloom
- Ben Schwartz como Bill Hoyt
- Mekia Cox como Lizzy Gilliam
- Carter MacIntyre como Leo Nash
- Gerald McRaney como Carlton Shaw